# Det ljuva livet i Alaska
Det ljuva livet i Alaska (originaltitel: Northern Exposure) är en amerikansk TV-serie från 1990–1995. Serien handlar om Joel Fleischman, en läkare från New York, som flyttar till Cicely, en fiktiv småstad i Alaska. Den vann totalt två Primetime Emmy Awards och lika många Golden Globe.

## Handling
Serien ska föreställa att utspelas i en mindre stad i Alaska. Den anses ha inspirerats av verklighetens Talkeetna.

### Rollfigurer (urval)
- Joel Fleischman (spelad av Rob Morrow) – neurotisk, ung läkare från New York
- Maurice Minnifield (Barry Corbin) – affärsman, multimiljonär och f d astronaut.
- Maggie O'Connell (Janine Turner) – "debutant" i societetslivet och flygplanspilot i obygden
- Holling Vincoeur (John Cullum) – Kanada-född sextioåring, ägare till den lokala restaurangen "The Brick"; tidvis borgmästare
- Shelly Tambo (Cynthia Geary) – servitris på "The Brick" med mångskiftande förflutet
- Chris Stevens (John Corbett) – filosofiskt lagd fritänkare och före detta brottsling
- Ed Chigliak (Darren E. Burrows) – vänlig, halvt infödd, uppfostrad bland tlingit-indianer
- Ruth-Anne Miller (Peg Phillips) – äldre ägare av den lokala livsmedelsaffären
- Marilyn Whirlwind (Elaine Miles) – receptionist hos Joel Fleischmans läkarklinik

## Historik
Serien började visas på CBS 1990. Den fortsatte till 1995, i sammanlagt 110 avsnitt. Serien spelades in i Roslyn, en ort med cirka 900 invånare bland Cascade Mountains.
Det ljuva livet i Alaska skapades av Joshua Brand och John Falsey, vilka också låg bakom prisbelönta serier som St. Elsewhere och Lilly Harpers dröm. Serien började visas som en åtta avsnitt lång "ersättningsserie". Den återvände därefter våren 1991 med ytterligare sju avsnitt, innan den blev en reguljär serie efter sommaren.
Serien lades ner efter vårsäsongen 1995, trots hög uppmärksamhet och återkommande nomineringar till olika amerikanska TV-priser.

## Mottagande och betydelse
Serien började visas 1990, endast tre månader efter den snarlika men mer inflytelserika Twin Peaks. I likhet med den och exempelvis Småstadsliv (1992–1996) utspelas den i en amerikansk småstad. Dessa tre serier tog under första halvan av 1990-talet hem en stor del av de viktigare Emmy- och Golden Globe-priserna.
Totalt vann Det ljuva livet i Alaska 27 TV-priser under sin existens och nominerades ytterligare 30 gånger.

## Medverkande (urval)

### Huvudroller

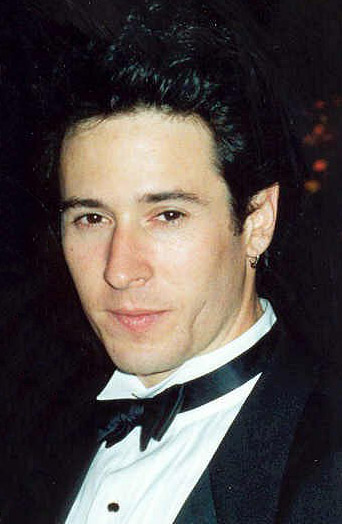
Rob Morrow, som innehar huvudrollen Joel Fleischman.

- Rob Morrow – Joel Fleischman
- Barry Corbin – Maurice Minnifield
- Janine Turner – Maggie O'Connell
- John Cullum – Holling Vincoeur
- Cynthia Geary – Shelly Tambo
- John Corbett – Chris Stevens
- Darren E. Burrows – Ed Chigliak
- Peg Phillips – Ruth-Anne Miller
- Elaine Miles – Marilyn Whirlwind